# Luis José Castillo
Luis José Castillo Patiño (Cumaná, Sucre, Venezuela; 27 de febrero de 1992) es un futbolista venezolano que juega como delantero en Héroes de Falcón de la Segunda División de Venezuela.
Debutó en Primera frente al Deportivo Petare en el Estadio Olímpico de la UCV en el 2013. Fue máximo goleador del Torneo de Promoción y Permanencia 2014 de la Segunda División de Venezuela con 15 dianas jugando para el Deportivo Anzoátegui B.
Anotó su primer gol en la Primera División de Venezuela el 8 de febrero de 2015 frente a Llaneros de Guanare FC en el Estadio Rafael Calles Pinto de Guanare, gol que sirvió para la victoria del Deportivo Anzoátegui 3 a 2. 
Luis Castillo cerró el Torneo Clausura 2015 con 3 goles, anotándole a Llaneros de Guanare FC, Tucanes de Amazonas Fútbol Club y a Estudiantes de Mérida FC, siendo el delantero utilizado por el DT Ruberth Morán detrás del panameño Edwin Aguilar. 
En el Torneo de Adecuación 2015 realizó 4 goles y 4 más en la Copa Venezuela 2015, cerrando el semestre como el goleador del equipo.
En junio de 2016 es fichado por el Aragua FC de Venezuela de cara al próximo Torneo Clausura 2016. 
En enero de 2017 es fichado por el club que le vio nacer el Deportivo Anzoategui, sin terminar mucha regularidad en el Torneo Apertura 2017, pero en el Torneo Clausura 2017 si tuvo una buena participación.

## Clubes
| Club                           | País      | Temporada |
| ------------------------------ | --------- | --------- |
| Fundación Cesarger Fútbol Club | Venezuela | 2009-2011 |
| Deportivo Anzoátegui B         | Venezuela | 2012      |
| SC Real Anzoátegui (Cesión)    | Venezuela | 2012      |
| Deportivo Anzoátegui           | Venezuela | 2013-2016 |
| Aragua Fútbol Club             | Venezuela | 2016      |
| Deportivo Anzoátegui           | Venezuela | 2017      |
| Estudiantes de Mérida FC       | Venezuela | 2018-2019 |
| Atlético Venezuela             | Venezuela | 2020-     |

## Palmarés

### Campeonatos nacionales
| Título          | Club                  | País      | Año  |
| --------------- | --------------------- | --------- | ---- |
| Torneo Apertura | Estudiantes de Mérida | Venezuela | 2019 |

- Datos: Q17364235
- Multimedia: Luis José Castillo / Q17364235